# Star Trek: Strange New Worlds
Star Trek: Strange New Worlds é uma série televisiva estadunidense criada por Akiva Goldsman, Alex Kurtzman e Jenny Lumet para para o serviço de streaming Paramount+. É a décima-primeira série televisiva de Star Trek e foi lançada em 2022 como parte do universo expandido da franquia desenvolvido por Kurtzman. Um spin-off de Star Trek: Discovery, a série narra as missões do Capitão Christopher Pike e da tripulação da nave estelar USS Enterprise enquanto exploram novos mundos em toda a galáxia durante a década anterior aos eventos de Star Trek: The Original Series.
Anson Mount, Rebecca Romijn e Ethan Peck respectivamente estrelam como Pike, Número Um e Spock, todos personagens da série original. Esses atores foram escalados para os papéis em 2019 para a segunda temporada de Discovery e, após uma resposta positiva dos fãs, Kurtzman expressou interesse em trazê-los de volta para uma série spin-off. O desenvolvimento começou em março de 2020 e foi oficialmente encomendado em maio. O elenco principal, o título e a equipe criativa foram confirmados, com Goldsman e Henry Alonso Myers como showrunners. Jess Bush, Christina Chong, Celia Rose Gooding, Melissa Navia, Babs Olusanmokun e Bruce Horak também estrelam. A série é produzida pela CBS Studios em associação com Secret Hideout, Weed Road Pictures, H M R X Productions e Roddenberry Entertainment, com as filmagens ocorrendo na CBS Stages Canada em Mississauga, Ontário. Os showrunners optaram por retornar à narrativa tradicional e episódica que estava mais próxima do estilo da Série Original do que a narrativa serializada mais moderna usada para Discovery.
Star Trek: Strange New Worlds estreou na Paramount+ em 5 de maio de 2022, e sua primeira temporada de 10 episódios vai até 7 de julho. Recebeu críticas positivas dos críticos por sua abordagem e elenco de narrativa episódica. Uma segunda temporada está em produção e deve estrear em 2023.

## Premissa
Star Trek: Strange New Worlds narra a missão do Capitão Christopher Pike (interpretado por Anson Mount) e a tripulação da nave estelar USS Enterprise no século XXIII, uma década antes de Star Trek: The Original Series. A USS Enterprise explora novos mundos em toda a galáxia em nome da Federação dos Planetas Unidos. A série segue uma visão contemporânea da narrativa episódica da série e dos designs dos anos 1960, e apresenta a seguinte narração de Mount durante os créditos de abertura de cada episódio (semelhante às narrações de abertura em The Original Series e Star Trek: The Next Generation):
| “ | Espaço, a fronteira final. Estas são as viagens da nave estelar Enterprise, em sua missão de cinco anos para explorar estranhos novos mundos, buscar novas formas de vida e novas civilizações. Audaciosamente indo onde ninguém jamais esteve. | ” |

## Elenco e personagens

### Principal
- Anson Mount como Capitão Christopher Pike:
Capitão da USS Enterprise que luta internamente com a premonição de que sofrerá um terrível acidente à bordo da nave estelar.[1] Pike foi interpretado por Jeffrey Hunter na Série Original como um "comandante rude e autoritário" a quem Mount descreveu como um "Pike de primeiro ato... um cara bem jovem e auto-absorto". Em contrapartida, o "Pike de segundo ato" de Mount seria mais confiante, colaborativo e empático. O co-showrunner Akiva Goldsman acreditava que seria necessária uma "abordagem mais séria e contemporânea" ao personagem para evitar a reprodução do que considera "valores masculinos tóxicos". Os roteiristas da série tomaram como base estilo de liderança do próprio Mount para compor o personagem. Goldsman explicou que Mount gostava de encontrar consenso dentro de um grupo, então uma mesa foi adicionada aos aposentos de Pike onde ele poderia reunir a equipe e cozinhar para eles.[6]

- Ethan Peck como Segundo-Oficial Spock:
Um humano-Vulcano que serve como Oficial de Ciências a bordo da USS Enterprise[1] A série explora a luta de Spock para ser aceito dentre os Vulcanos e sua relação complexa com T'Pring. O co-showrunner Henry Alonso Myers reconheceu que os roteiristas estavam reinterpretando elementos narrativos da Série Original para ampliar o papel de T'Pring na vida de Spock. Durante as filmagens da primeira temporada, Peck afirmou que estaria "em constante acordo" com a interpretação do ator Leonard Nimoy, mas que também desejava "ter uma experiência como Spock" ao invés de focar no resultado final.

- Jess Bush como Christine Chapel:
Uma enfermeira civil que serve a bordo da Enterprise.[7] O co-showrunner Henry Alonso Myers sentiu a interpretação do personagem na Série Original provinha de uma "concepção muito diferente das mulheres e do casamento e o que as pessoas fariam em seus ofícios" que o público atual não esperaria, e buscaram criar novas narrativas com uma personagem inspirada nos pontos fortes de Bush.[8] Bush afirmou que a personagem possui uma "essência distinta" mas que também havia espaço para explorar sua vida pregressa. A atriz focou na personalidade "fria e sarcástica" de Chapel e desenvolveu um senso de humor mais jovial. A série explora a amizade colorida de Chapel e Spock.

- Christina Chong como Tenente La'an Noonien-Singh:
 A recém-designada chefe de segurança da Enterprise cuja família foi assassinada por um ataque de Gorns durante sua infância. Chong descreveu a personagem como uma mulher cautelosa que luta contra sentimentos de culpa, mas que se abre gradualmente quando se sente acolhida pela tripulação da Enterprise.  Singh é descendente do antagonista Khan Noonien Singh, o que causa uma certa discriminação por parte de outros tripulantes.[7][9]

- Celia Rose Gooding como Cadete Nyota Uhura:
 A Oficial de Linguística da Enterprise.[7]Apesar do grande impacto da personagem nas várias adaptações ao longo da franquia, os roteiristas da série acreditaram que haveriam mais elementos narrativos a serem explorados.[8] Gooding comparou sua primeira experiência como atriz regular de uma série televisiva com as próprias inexperiências de Uhura a bordo da Enterprise.[10] A atriz também optou por manter seu penteado natural ao invés de adotar a icônica peruca utilizada por Nichelle Nichols e Zoe Saldana por acreditar que representaria melhor a negritude contemporânea.[11]

- Melissa Navia como Tenente Erica Ortegas:
A timoneira da USS Enterprise a quem Navia descreve como "uma piloto altamente experiente e veterana... que consegue segurar uma arma e ao mesmo tempo contar piadas".[7][12][13] A atriz comparou Ortegas ao personagem William Riker de The Next Generation, o qual considera um de seus personagens preferidos da franquia. Navia colaborou com John Van Citters e a equipe de efeitos visuais de movimentos para criar uma gesticulação precisa da personagem bem como entender como realmente funcionaria a nave espacial.[14]

- Babs Olusanmokun como Doutor Joseph M'Benga:
O Oficial-Médico da Enterprise que tenta secretamente curar sua filha, Rukiya, de uma doença rara e desconhecida. M'Benga não possuía um primeiro nome na Série Original, mas havia sido referido como Joseph em um roteiro de um episódio nunca produzido.[7]

- Bruce Horak como Hemmer:
O engenheiro-chefe da Enterprise, oriundo da raça Aenar, que são uma subespécie albina de Andorianos geralmente retratados como cegos. Horak é cego de um dos olhos e possui baixa visão em outro, sendo o primeiro ator oficialmente cego a atuar numa série da franquia Star Trek.[7] Os roteiristas queriam que Hemmer morresse na primeira temporada para aumentar o clímax da trama, pois a maioria dos personagens principais reaparecem retroativamente na Série Original. Horak foi informado da pretensão dos produtores quando de sua contratação e buscou montar o personagem para atrair o favoritismo dos espectadores. O ator comparou seu papel ao de Obi-Wan Kenobi, da franquia Star Wars, servindo como um mentor para a jovem Uhura.

- Rebecca Romijn como Una Chin-Riley / Número Um:
A Primeiro Oficial da Enterprise e Imediato de Pike, o personagem era referido apenas como "Número Um" na Série Original mas recebeu o nome nativo de Una Chin-Riley em diversas adaptações não-canônicas da franquia. Na série, sua identidade é confirmada como sendo uma Illyriana, fato anteriormente narrado pela autora D. C. Fontana em seu romance Vulcan's Glory (1989). Os Illyrianos são conhecidos por suas pesquisas em modificação genética, portanto, Número Um aparece em forma humana em Star Trek: Enterprise.[1][7]

### Recorrente
- Adrian Holmes como Robert April: um almirante da Frota Estelar e o primeiro capitão da Enterprise que é mentor de Pike[15][16]
- Dan Jeannotte como George Samuel "Sam" Kirk: um oficial de ciências da vida a bordo da Enterprise e irmão mais velho do futuro capitão James T. Kirk. O co-showrunner Henry Alonso Myers disse que Sam e James eram muito diferentes e que a série exploraria seu relacionamento complexo.[16]
- Gia Sandhu como T'Pring: a noiva de Spock, com quem ele é ligado desde a infância.[17] Myers disse que o personagem era "divertido, atencioso e interessante", e permitiu Spock a ser explorado de novas maneiras.[3]

Além disso, Paul Wesley foi escalado como James T. Kirk para a segunda temporada.

## Episódios
| Temporada | Temporada | Episódios | Episódios | Originalmente exibido | Originalmente exibido  | Originalmente exibido |
| Temporada | Temporada | Episódios | Episódios | Estreia da temporada  | Final da temporada     | Emissora              |
| --------- | --------- | --------- | --------- | --------------------- | ---------------------- | --------------------- |
|           | 1         | 10        | 10        | 5 de maio de 2022     | 7 de julho de 2022     | Paramount+            |
|           | 2         | 10        | 10        | 15 de junho de 2023   | 10 de agosto de 2023   | Paramount+            |
|           | 3         | 10        | 10        | 17 de julho de 2025   | 11 de setembro de 2025 | Paramount+            |

### Temporada 1 (2022)
| Nº geral | Nº temp. | Título                                 | Dirigido por         | Escrito por                                                                   | Exibição            |
| -------- | -------- | -------------------------------------- | -------------------- | ----------------------------------------------------------------------------- | ------------------- |
| 1        | 1        | "Strange New Worlds"                   | Akiva Goldsman       | Roteiro: Akiva Goldsman História: Akiva Goldsman, Alex Kurtzman & Jenny Lumet | 5 de maio de 2022   |
| 2        | 2        | "Children of the Comet"                | Maja Vrvilo          | Henry Alonso Myers & Sarah Tarkoff                                            | 12 de maio de 2022  |
| 3        | 3        | "Ghosts of Illyria"                    | Leslie Hope          | Akela Cooper & Bill Wolkoff                                                   | 19 de maio de 2022  |
| 4        | 4        | "Memento Mori"                         | Dan Liu              | Davy Perez & Beau DeMayo                                                      | 26 de maio de 2022  |
| 5        | 5        | "Spock Amok"                           | Rachel Leiterman     | Henry Alonso Myers & Robin Wasserman                                          | 2 de junho de 2022  |
| 6        | 6        | "Lift Us Where Suffering Cannot Reach" | Andi Armaganian      | Robin Wasserman & Bill Wolkoff                                                | 9 de junho de 2022  |
| 7        | 7        | "The Serene Squall"                    | Sydney Freeland      | Beau DeMayo & Sarah Tarkoff                                                   | 16 de junho de 2022 |
| 8        | 8        | "The Elysian Kingdom"                  | Amanda Row           | Akela Cooper & Onitra Johnson                                                 | 23 de junho de 2022 |
| 9        | 9        | "All Those Who Wander"                 | Christopher J. Byrne | Davy Perez                                                                    | 30 de junho de 2022 |
| 10       | 10       | "A Quality of Mercy"                   | Chris Fisher         | Henry Alonso Myers & Akiva Goldsman                                           | 7 de julho de 2022  |

### Temporada 2 (2023)
| Nº geral | Nº temp. | Título                               | Dirigido por    | Escrito por                         | Exibição             |
| -------- | -------- | ------------------------------------ | --------------- | ----------------------------------- | -------------------- |
| 11       | 1        | "The Broken Circle"                  | Chris Fisher    | Henry Alonso Myers & Akiva Goldsman | 15 de junho de 2023  |
| 12       | 2        | "Ad Astra per Aspera"                | Valerie Weiss   | Dana Horgan                         | 22 de junho de 2023  |
| 13       | 3        | "Tomorrow and Tomorrow and Tomorrow" | Amanda Row      | David Reed                          | 29 de junho de 2023  |
| 14       | 4        | "Among the Lotus Eaters"             | Eduardo Sánchez | Kirsten Beyer & Davy Perez          | 6 de julho de 2023   |
| 15       | 5        | "Charades"                           | Jordan Canning  | Kathryn Lyn & Henry Alonso Myers    | 13 de julho de 2023  |
| 16       | 6        | "Lost in Translation"                | Dan Liu         | Onitra Johnson & David Reed         | 20 de julho de 2023  |
| 17       | 7        | "Those Old Scientists"               | Jonathan Frakes | Kathryn Lyn & Bill Wolkoff          | 22 de julho de 2023  |
| 18       | 8        | "Under the Cloak of War"             | Jeffrey W. Byrd | Davy Perez                          | 27 de julho de 2023  |
| 19       | 9        | "Subspace Rhapsody"                  | Dermott Downs   | Dana Horgan & Bill Wolkoff          | 3 de agosto de 2023  |
| 20       | 10       | "Hegemony"                           | Maja Vrvilo     | Henry Alonso Myers                  | 10 de agosto de 2023 |

### Temporada 3 (2025)
| Nº geral | Nº temp. | Título                           | Dirigido por    | Escrito por                                                   | Exibição               |
| -------- | -------- | -------------------------------- | --------------- | ------------------------------------------------------------- | ---------------------- |
| 21       | 1        | "Hegemony, Part II"              | Chris Fisher    | Roteiro: Davy Perez História: Henry Alonso Myers & Davy Perez | 17 de julho de 2025    |
| 22       | 2        | "Wedding Bell Blues"             | Jordan Canning  | Kirsten Beyer & David Reed                                    | 17 de julho de 2025    |
| 23       | 3        | "Shuttle to Kenfori"             | Dan Liu         | Onitra Johnson & Bill Wolkoff                                 | 24 de julho de 2025    |
| 24       | 4        | "A Space Adventure Hour"         | Jonathan Frakes | Dana Horgan & Kathryn Lyn                                     | 31 de julho de 2025    |
| 25       | 5        | "Through the Lens of Time"       | Andi Armaganian | Onitra Johnson & Davy Perez                                   | 7 de agosto de 2025    |
| 26       | 6        | "The Sehlat Who Ate Its Tail"    | Valerie Weiss   | David Reed & Bill Wolkoff                                     | 14 de agosto de 2025   |
| 27       | 7        | "What Is Starfleet?"             | Sharon Lewis    | Kathryn Lyn & Alan B. McElroy                                 | 21 de agosto de 2025   |
| 28       | 8        | "Four-and-a-Half-Vulcans"        | Jordan Canning  | Dana Horgan & Henry Alonso Myers                              | 28 de agosto de 2025   |
| 29       | 9        | "Terrarium"                      | Andrew Coutts   | Alan B. McElroy                                               | 4 de setembro de 2025  |
| 30       | 10       | "New Life and New Civilizations" | Maja Vrvilo     | Dana Horgan & Davy Perez                                      | 11 de setembro de 2025 |

## Produção

### Plano de fundo
Quando Alex Kurtzman, o co-criador e produtor executivo de Star Trek: Discovery, pediu Akiva Goldsman para participar da série como produtor coadjuvante, Goldsman acreditou - com base em rumores na internet—que era uma prequela de Star Trek: The Original Series que seguiria o USS Enterprise (NCC-1701)] sob o comando do Capitão Christopher Pike. Ele ficou desapontado ao descobrir que esse não era o caso, e com seu incentivo a Enterprise foi introduzida na primeira temporada finale. Então o co-showrunner Aaron Harberts queria explorar Pike, sentindo que ele não tinha sido visto muito em Star Trek, mas era menos interessado em explorar o membro da equipe de Enterprise Spock devido a suas muitas aparições em toda a franquia. Ele também estava relutante em ter um ator além de Leonard Nimoy ou Zachary Quinto interpreta o personagem. No entanto, Spock foi confirmado para ser incluído na segunda temporada em abril de 2018. Anson Mount foi escalado como Pike, e ele revelou em julho que Rebecca Romijn interpretaria o personagem da Série Original Número Um. Mount e Romijn assinaram contratos de um ano para a série como parte da tentativa dos produtores de alinhar "Discovery" mais de perto com a continuidade mais ampla de "Star Trek" do que na primeira temporada. Em agosto, Ethan Peck foi revelado como Spock.

### Desenvolvimento
Em junho de 2018, depois de se tornar o único showrunner de "Discovery", Kurtzman assinou um contrato geral de cinco anos com a CBS Television Studios para expandir a franquia "Star Trek" além de "Discovery" para várias novas séries, minisséries e séries animadas. Mount deixou "Discovery" após o final da segunda temporada, e os fãs começaram a pedir que ele reprisasse seu papel em uma série spin-off ambientada no Enterprise, ao lado de Romijn e Peck. Mount e Peck responderam positivamente à ideia. Mount afirmou que filmar "Discovery" foi difícil e seu retorno envolveria "muitas conversas criativas". ", mas mais tarde ele acrescentou que nunca teve uma resposta tão positiva ao seu trabalho como teve por seu papel como Pike, que "mudou [sua] vida". Kurtzman também expressou interesse na ideia, dizendo: "Os fãs foram ouvidos. Tudo é possível no mundo de Trek."
Na San Diego Comic-Con de 2019, Kurtzman anunciou que a segunda temporada da série complementar Star Trek: Short Treks incluiria três curtas estrelados pelos atores de Enterprise. Ele disse que essa era uma maneira de trazer esses personagens e atores de volta, mas não os impediria de avançar com uma série completa. Em janeiro de 2020, Kurtzman disse que havia discussões ativas sobre esse spin-off -off começou e ele estava "jogando ideias de um lado para o outro" com Goldsman, que passou de produtor de "Discovery" para co-showrunning de "Star Trek: Picard". Kurtzman disse que preferiria que o possível spin-off fosse uma série contínua em vez de uma minissérie, e disse que poderia explorar os sete anos entre a segunda temporada de "Discovery"' e o acidente que feriu gravemente Pike em The Original Series. Kurtzman logo afirmou que duas séries não anunciadas de "Star Trek" estavam em desenvolvimento para CBS All Access, e o spin-off foi relatado como um deles em março.
A CBS All Access encomendou oficialmente "Star Trek: Strange New Worlds" para a série em maio de 2020, com Mount, Romijn e Peck confirmados para reprisar seus papéis. Kurtzman e Goldsman foram confirmados para ser produtor executivo ao lado de seu colega produtor de Star Trek Jenny Lumet, Henry Alonso Myers, Heather Kadin e Aaron Baiers da produtora de Kurtzman Secret Hideout, Frank Siracusa, John Weber e Rod Roddenberry (filho do criador de "Star Trek" Gene Roddenberry) e Trevor Roth da Roddenberry Entertainment. Akela Cooper e Davy Perez foram escolhidos como produtores co-executivos. Goldsman escreveu o roteiro do primeiro episódio da série baseado em uma história que escreveu com Kurtzman e Lumet, e foi definido como showrunner ao lado de Myers. Goldsman também permaneceria como produtor executivo e co-showrunner em Picard. Myers brincou que "The Cage", o primeiro episódio piloto de The Original Series estrelado pelos mesmos personagens principais de Strange New Worlds, poderia ser considerado o piloto da nova série também, tornando é "a picape mais longa do piloto para a série na história da televisão".
Em setembro de 2020, a ViacomCBS anunciou que o CBS All Access seria expandido e renomeado como Paramount+ em março de 2021. Uma segunda temporada de "Strange New Worlds" foi lançada relatado para estar em desenvolvimento em novembro de 2021, que o frequente diretor de "Star Trek" Jonathan Frakes confirmou um mês depois. A Paramount+ anunciou oficialmente o pedido da segunda temporada em janeiro de 2022.

### Escrita
Goldsman havia escrito o primeiro episódio na época do anúncio oficial da série em maio de 2020, e uma sala de roteiristas para a série estava em andamento em julho. As histórias dos primeiros 10 episódios foram quebradas até o final daquele mês. Em agosto, Kurtzman disse que conseguiu "avançar bastante nos roteiros" para a série devido a pandemia de  COVID -19 adiando o início da produção. Ele sentiu que o que o público respondeu ao assistir Pike, Spock e Number One em "Discovery" foi seu "otimismo implacável", e disse que "Strange New Worlds" exploraria como Pike continua sendo um líder otimista, apesar de saber sobre seu futuro trágico durante a segunda temporada de "Discovery". Myers queria tirar vantagem de sua própria experiência em comédia, bem como os talentos cômicos do elenco da série para tornar a série mais leve do que as mais dramáticas Discovery e Picard, sentindo que o "propósito" da série era levar as mensagens otimistas de The Original Series. Era importante para ele explorar questões sociais e políticas contemporâneas na série, como todos os projetos anteriores de "Star Trek" tinham, e ignorar elementos de caracterização de "The Original Series" ' que não eram mais apropriados, como o retrato de personagens femininas, em favor de uma abordagem mais moderna com uma "perspectiva mais rica".

"Vamos fazer episódios independentes. Haverá serialização emocional. Haverá duas partes. Haverá arcos de enredo maiores. Mas realmente está de volta ao modelo de alienígena-da-semana, planeta-da-semana, desafio-na-nave-da-semana."

—O produtor executivo Alex Kurtzman na antiga série narrativa à moda
Goldsman disse que a série era mais episódica do que "Discovery" e "Picard", um estilo mais próximo de "The Original Series", embora aproveite a narrativa serializada para desenvolver arcos de personagens. Myers elaborou que os escritores queriam trazer uma "sensibilidade de personagem moderna" para "Star Trek na forma como as histórias de "Star Trek" sempre foram contadas. É uma nave e está viajando para novos mundos estranhos e vamos contar grandes ideias de aventuras de ficção científica em um modo episódico. Assim, temos espaço para conhecer novos alienígenas, ver novas naves, visitar novas culturas." Já que a série tem apenas 10 episódios em uma temporada, ao contrário dos 22 episódios que as temporadas episódicas anteriores de "Star Trek" tiveram, os produtores sentiram que "Strange New Worlds" não era capaz de "apenas [tentar] coisas diferentes" e, em vez disso, queria mostrar todo o seu potencial dando a cada episódio um gênero e tom "dramaticamente" diferente.

### Escalação do elenco
Anson Mount, Ethan Peck e Rebecca Romijn estrelam a série, reprisando seus respectivos papéis de Christopher Pike, Spock e Una Chin-Riley / Número um de "Star Trek: Discovery". Seus personagens foram introduzidos pela primeira vez em "The Cage", que estrelou Jeffrey Hunter como Pike, Leonard Nimoy como Spock e Majel Barrett como Número Um. Babs Olusanmokun, Christina Chong, Celia Rose Gooding, Jess Bush e Melissa Navia foram anunciados como regulares adicionais da série com o início das filmagens. Seus papéis foram revelados em setembro de 2021, com Bush escalado para o outro papel original da série de Barrett, enfermeira Christine Chapel, Gooding assumindo o papel de Nyota Uhura de Nichelle Nichols, e Olusanmokun substituindo Booker Bradshaw como Dr. M'Benga. Chong e Navia foram escalados como os novos personagens La'an Noonien-Singh e Erica Ortegas, e Bruce Horak foi escalado como Hemmer.
A estreia da série apresenta dois personagens de The Original Series que têm papéis recorrentes na primeira temporada: Gia Sandhu interpreta a noiva de Spock T'Pring, substituindo Arlene Martel que interpretou o personagem no episódio da "Série Original" "Amok Time"; e Dan Jeannotte interpreta George Samuel "Sam" Kirk - o irmão do futuro capitão da "Enterprise" James T. Kirk—que foi brevemente retratado pelo ator de James T. Kirk William Shatner no episódio da Série Original "Operation -- Annihilate!". Myers reconheceu que eles estavam interpretando alguns de "Amok Time" de forma diferente do que os fãs haviam feito anteriormente para expandir o papel de T'Pring na vida de Spock, mas ele sentiu que isso era necessário para poder explorar Spock nesta fase de sua vida, e também permitiu que T'Pring fosse expandido de maneiras interessantes. Outro convidado recorrente introduzido na estreia é Adrian Holmes como Robert April, o primeiro capitão da Enterprise. O personagem apareceu pela primeira vez no episódio Star Trek: The Animated Series "The Counter-Clock Incident", que o retratou como um homem branco mais velho dublado pelo ator branco James Doohan (que também interpretou Montgomery Scott em The Original Series e The Animated Series). Além disso, a imagem do criador de Star Trek Gene Roddenberry, também branca, foi usada por Michael Okuda para criar uma fotografia de abril em The Star Trek Encyclopedia (1994). Explicando por que Holmes, um homem negro, foi escalado para o papel de "Strange New Worlds", Myers afirmou que ele e os outros produtores gostaram de seu desempenho e sentiram que ele tinha a seriedade para preencher o papel "mítico" do personagem na série. Ele também não achava que escalar um homem negro seria uma mudança controversa ou tiraria a aparência do personagem em "The Animated" Series, e sentiu que Roddenberry poderia ter escolhido um elenco mais progressivo se ele estivesse fazendo a série original no século 21 em vez da década de 1960. Okuda e "The Counter-Clock Incident" escritor Fred Bronson ambos elogiaram o elenco de Holmes.
Em março de 2022, Paul Wesley foi revelado para ter sido escalado para o papel de James T. Kirk para a temporada, assumindo o papel da estrela da série original William Shatner. O elenco de Wesley foi anunciado antes da estreia da primeira temporada depois que ele foi visto filmando em Toronto. O co-showrunner Henry Alonso Myers alertou os fãs sobre fazer suposições sobre o envolvimento de Kirk na série, afirmando que o personagem era um convidado que ainda não substituiria Pike como capitão da Enterprise e que poderia ser apresentado de muitas maneiras diferentes. devido a Strange New Worlds ser uma série de ficção científica. Ele acrescentou que eles não queriam "deixar uma história na mesa" e decidiram explorar um jovem Kirk neste período depois de já explorar personagens como Spock, Uhura e Chapel que aparecem ao lado de Kirk em "The Original Series". '.

### Design
O design da série começou em agosto de 2020, com Jonathan Lee atuando como designer de produção. Myers disse que eles abordaram o visual da série como se o criador de "Star Trek" Gene Roddenberry estivesse fazendo The Original Series com tecnologia e efeitos modernos, mantendo elementos dos designs dos anos 1960 que ainda funcionavam para um projeto contemporâneo e um público mais sofisticado, evitando as peças que pareciam "baratas". Ele comparou isso com o primeiro filme de Star Trek, Star Trek: The Motion Picture (1979), que também usou seu orçamento e recursos para expandir os designs originais. Mount disse que os cenários tinham um "aspecto moderno de meados do século dos anos 1960. Existem algumas peças que você pode encontrar em uma versão super sofisticada da Macy's em 1967. Ele mantém aquela vibe legal dos anos 60 , mas de forma atualizada". Os conjuntos Enterprise para Strange New Worlds foram atualizados dos Discovery, com o conjunto da ponte sendo mais compacto e mais próximo do tamanho do conjunto Série Original. Os cenários foram projetados para funcionar como uma nave estelar prática, com componentes móveis e gráficos de monitor pré-programados que reagiam aos atores.
Gersha Phillips retornou como figurinista de Discovery e se juntou a Bernadette Cross. Os uniformes da Frota Estelar foram atualizados dos vistos em Discovery, com Mount chamando-os de "um mundo de diferença dos uniformes do "Discovery". Eles são muito mais tolerantes, caem mais naturalmente e há menos zíperes envolvidos. Eles são mais um retrocesso." Os uniformes mantêm as cores primárias dos trajes da "Série Original", com amarelo para oficiais de comando e controle, azul para oficiais de ciências e vermelho para comunicações, engenharia, segurança e tática. Cada divisão tem uma insígnia que aparece em seu distintivo da Frota Estelar e, para esta série, elas foram adicionadas como um padrão nos ombros e braços de cada túnica. As oficiais do sexo feminino têm a opção de usar a túnica padrão ou uma jaqueta mais longa com um visual semelhante aos uniformes estilo minissaia que as atrizes usavam em The Original Series. A túnica do Dr. M'Benga é azul claro e tem uma aba na frente para aproximar o visual do moderno scrubs, enquanto a enfermeira Chapel usa um macacão branco que é semelhante aos uniformes médicos usados em "Discovery". As botas que os oficiais usam foram criadas pelo designer de sapatos John Fluevog para ser uma versão mais futurista das "botas de estilo cubano" de "The Original" Series". As botas de couro têm uma insígnia de metal da Frota Estelar no tornozelo.
Legacy Effects forneceu próteses alienígenas para a série, com novas espécies alienígenas introduzidas em quase todos os episódios. Os acessórios também foram redesenhados: phasers, tricorders, e comunicadores todos apresentam designs "retrô" mais próximos daqueles de The Original Series do que de Discovery. Os títulos de abertura da série começam com uma "sequência de inicialização" da "Enterprise" com Mount dando o monólogo "Espaço: a fronteira final..."  que também foi usado para Star Trek: The Original Series e Star Trek: The Next Generation. Isso é seguido por imagens da Enterprise voando por vários locais interestelares, semelhante à "sequência de título no estilo exploratório" de Star Trek: Voyager.

### Filmagens
Com o anúncio da série em maio de 2020, Goldsman disse que não tinha certeza de quando a produção começaria devido à pandemia do COVID-19, mas Kurtzman afirmou em 12 de agosto que as filmagens ocorreriam em 2021. A pré-produção começou em 24 de agosto, com Kurtzman dizendo em outubro que as filmagens seriam uma "operação sistematizada e militarizada" por conta da pandemia. A equipe experimentou essa abordagem para filmar primeiro trabalhando em "Discovery". Ele elaborou que as filmagens funcionariam em "pods" para minimizar a propagação potencial do vírus e acrescentou que, devido aos atrasos da pandemia, a série começaria a ser filmada com mais roteiros completos do que o normal para "Star Trek".
As filmagens começaram em 18 de fevereiro de 2021, na CBS Stages Canada em Mississauga, Ontario, sob o título de trabalho Lily e Isaac. Apesar de sentir que não era um "diretor visual", Goldsman queria estabelecer o tom da série dirigindo o primeiro episódio porque estava pensando em desde que começou a trabalhar em "Discovery". Goldsman trabalhou com o diretor de fotografia Glen Keenan, que foi o principal diretor de fotografia da série depois de desempenhar o mesmo papel na segunda e terceira temporadas de "Discovery". Magdalena Górka também atuou como diretora de fotografia na primeira temporada. Keenan trouxe de volta Cooke Optics' Anamorphic/i Special Flare de  Discovery, e também usou as lentes Anamorphic/i Full Frame Plus SF. Coincidentemente, o diretor de fotografia Philip Lanyon escolheu usar as lentes formato full frame também na quarta temporada de "Discovery" na mesma época que Keenan os selecionou para esta série.
Devido às restrições da pandemia, as cenas na ponte foram a única vez que todo o elenco principal pôde filmar juntos. Mount tocou música no set naqueles dias para ajudá-los a se relacionar. A Paramount+ construiu um video wall para permitir a produção virtual da série, bem como a quarta temporada de "Discovery". , baseado na tecnologia StageCraft que foi desenvolvida para a série Disney+ The Mandalorian. O novo cenário virtual foi construído em Toronto pela empresa de efeitos visuais Pixomondo, e apresenta uma ferradura de 270 graus, 70 feet (21 m) por 30 feet (9,1 m) volume de LED em forma com painéis de LED adicionais no teto para auxiliar na iluminação. A tecnologia usa o software game engine Unreal Engine para exibir fundos gerados por computador nas telas de LED em tempo real durante as filmagens, que o supervisor de efeitos visuais Jason Zimmerman observou ser especialmente útil para criar os planetas que são visitados na série; filmagens adicionais para a série para apoiar esses efeitos visuais ocorreram no Novo México. Zimmerman supervisionou a instalação e o uso do volume remotamente de Los Angeles. Demorou pelo menos quatro meses para criar cada plano de fundo que é exibido na parede de vídeo, incluindo o conjunto de engenharia Enterprise's que Myers disse ser diferente qualquer conjunto de engenharia criado para "Star Trek" graças à nova tecnologia.
Goldsman terminou de filmar o episódio piloto no início de abril de 2021, exceto por cenas que exigiam grandes grupos de extras que não puderam ser filmados devido aos limites do número de pessoas permitidas no set durante a pandemia. Ele esperava terminar essas cenas logo depois. Os showrunners encorajaram os outros diretores a trazer um visual e tom únicos para destacar a abordagem episódica da série, com Meyers dizendo "às vezes é engraçado, às vezes é horrível , às vezes é dramático e às vezes é triste". No final de abril, um ator convidado da série voou de Vancouver para Toronto antes de testar positivo para COVID-19. Eles estiveram em contato com alguns membros da equipe durante uma prova de figurino antes do teste positivo retornar, e essas pessoas foram colocadas em quarentena de acordo com os protocolos do estúdio. As filmagens da série não foram afetadas pelo incidente, com a frequente diretora de Star Trek, Maja Vrvilo, iniciando a produção do segundo episódio em 26 de abril. As filmagens do sétimo episódio aconteceram na semana de 31 de maio com a direção de Sydney Freeland, seguida por Amanda Row dirigindo o oitavo episódio na semana de 7 de maio. Filmagens para a temporada o final começou em 7 de julho, com direção de Chris Fisher. A produção principal foi concluída em 24 de julho, com fotografia adicional para a temporada ocorrendo mais tarde e wrapping em 11 de outubro.
As filmagens da segunda temporada começaram em 1º de fevereiro de 2022, novamente sob o título de trabalho "Lily and Isaac". Em 14 de março, Row começou a dirigir o terceiro episódio da temporada. Jonathan Frakes viajou para Toronto durante a semana de 4 de abril para dirigir um episódio da temporada, depois que ele foi impedido de trabalhando na primeira temporada por mudanças em seu cronograma de direção em Picard causadas pela pandemia. As filmagens do sexto episódio começaram na semana de 11 de abril. A produção da segunda temporada deve durar até 29 de junho.

### Música
Em dezembro de 2020, o compositor de “Discovery” e “Picard” Jeff Russo havia discutido “Strange New Worlds” com Kurtzman, incluindo como “deveria ser tratado musicalmente”, mas se Russo estaria envolvido na pontuação do spin-off ainda não havia sido determinado naquele momento. Em fevereiro de 2022, foi revelado que Russo escreveu as principais músicas dos títulos da série, com Nami Melumad compondo o resto da pontuação. No momento do anúncio, Melumad - que anteriormente compôs a música para Star Trek: Prodigy e um episódio de Star Trek: Short Treks - estava gravando sua música por vários meses no Eastwood Scoring Palco nos estúdios Warner Bros. na Califórnia. Uma orquestra menor foi usada para a primeira temporada do que Russo usou para "Discovery" e Picard. A orquestra foi gravada em conjunto enquanto ainda acomodava os protocolos de segurança do COVID-19. Melumad abordou cada episódio da série como se fosse um longa-metragem, foi capaz de desenvolver alguns motivos recorrentes e incluiu algumas referências a músicas antigas de "Star Trek". O tema principal de Russo é uma adaptação moderna de Alexander Courage tema original de "Star Trek".

## Marketing
Kurtzman promoveu a série durante um painel virtual "Star Trek Universe" para a convenção Comic-Con@Home em julho de 2020,onde Mount, Romijn e Peck participaram de uma leitura de mesa do final da segunda temporada de Discovery' e provocaram detalhes sobre Strange New Worlds. Em 8 de setembro de 2020, a CBS All Access transmitiu um evento gratuito de 24 horas para comemorar o 54º aniversário da estreia da Série Original's . Incluiu uma maratona de episódios de toda a franquia "Star Trek", com uma pausa durante o dia para painéis sobre diferentes séries de "Star Trek". Estes incluíram o primeiro painel oficial de "Estranhos Novos Mundos", com Mount, Romijn, Peck, Goldsman, Myers, Cooper e Perez discutindo a nova série e sua abordagem para desenvolvê-la. Em fevereiro de 2021, Mount e Peck apareceram em uma campanha de marketing para o Super Bowl LV, anunciando o serviço de streaming rebranded Paramount+. Um vídeo apresentando cada um deles os principais membros do elenco da série e seus personagens foram lançados durante o evento virtual Star Trek Day 2021, comemorando o 55º aniversário de The Original Series.
O elenco e a equipe promoveram a série no evento Television Critics Association em fevereiro de 2022, onde o primeiro pôster foi revelado. Mais tarde naquele mês, como a expectativa dos fãs estava “aumentando para o lançamento do trailer oficial”, um teaser foi revelado durante uma ligação com investidores da Paramount. A empresa não queria que as imagens da ligação fossem amplamente divulgadas e teve várias postagens de mídia social e contas de fãs removidas para a circulação de capturas de tela das imagens. Em março, o primeiro teaser foi oficialmente lançado online, com Amanda Kooser do c|net dizendo que era "bem diferente" do que foi mostrado durante a chamada do investidor, com o teaser oficial levando a uma "abordagem mais atmosférica". Ela comparou a filmagem de Pike cavalgando na neve com a série Yellowstone. Outros comentaristas também notaram o foco na atmosfera, especialmente destacando a narração de Romijn. James Whitbrook de Gizmodo especulou sobre o status de Pike no início da série e o impacto que a segunda temporada de Discovery teve sobre ele, enquanto Witney Seibold de [ [/Film]] opinou que, apesar do título da série, o teaser indicava que "não era sobre ser estranho e novo. É sobre ser tradicional e reconfortante. Depois de alguns dos shows mais recentes de "Star Trek"... talvez esta recuada para o familiar seja uma jogada sábia."
Promoções de personagens para o elenco principal foram lançadas durante a semana de 28 de março, com teasers focados em Uhura e La'an lançados em 29 de março, Ortegas e Hemmer em 30 de março, M'Benga e Chapel em 31 de março, Spock e Number One em 1 de abril e Pike em 2 de abril. Isso levou ao lançamento do trailer oficial e da arte principal da série em 3 de abril, com uma versão do trailer também sendo exibida durante o  64th Annual Grammy Awards naquele dia. O lançamento do trailer iniciou uma semana de comemorações para o "First Contact Day", marcando o feriado fictício de 5 de abril, quando o primeiro contato entre humanos e alienígenas foi feito no universo de "Star Trek". Ryan Parker do The Hollywood Reporter disse que o trailer tinha "ação de ficção científica de arregalar os olhos e pitadas de nostalgia", enquanto Maggie Lovitt de Collider disse que tinha "o melhor dos dois mundos, combinando personagens amados de The Original Series com as histórias inspiradoras e envolventes que fizeram "Star Trek: Discovery" um favorito dos fãs". Escrevendo para Inverse, Ryan Britt sentiu que a série estava sendo apresentada como a iteração de franquia mais "mainstream" desde o filme de reinicialização de 2009 com um tom de "aventura espacial rápida, old-school e fanfarrão" que combinava com "The Original Series" combinado com uma abordagem moderna para definir um nd efeitos semelhantes aos filmes de reinicialização. Britt sentiu que alguns "fãs hardcore" teriam problemas com isso devido a querer que a série "na verdade pareça como se fosse filmada na década de 1960. Mas, o objetivo geral de "Strange New Worlds" parece muito populista para se importar. Assim como as reinicializações, esta série está indo para um público grande."
Mais tarde, em abril, um painel para a série foi realizado na convenção "Star Trek: Mission Chicago", onde o elenco e a equipe discutiram a primeira temporada e revelaram um clipe completo do primeiro episódio que foi visto em parte durante o personagem. promos. Os fãs na convenção puderam encomendar suas próprias botas da Frota Estelar - em cinza (para médico) ou preta padrão - do designer de sapatos John Fluevog, com as botas disponíveis para compra em As lojas Fluevog no final de 2022. "Mission Chicago" também teve uma exposição de figurinos e adereços da série que foi então transferida para o Paley Center for Media na cidade de Nova York para uma exposição maior chamada "The Visionary Universe of Star Trek: Strange New Worlds", de 27 de abril a 29 de maio. A primeira exibição pública dos dois primeiros episódios da série ocorreu no Paley Center em 1º de maio , após um evento de estreia com tapete dourado em 30 de abril.

## Estreia
Star Trek: Strange New Worlds estreou no serviço de streaming Paramount+ nos Estados Unidos, América Latina, Austrália e países nórdicos em 5 de maio de 2022. A primeira temporada de 10 episódios está sendo lançada semanalmente até 7 de julho, e a segunda temporada deve estrear em 2023. A série é reproduzida no Canadá pela Bell Media (transmitida em CTV Sci-Fi Channel antes de transmitir em Crave), na Nova Zelândia em TVNZ, e na Índia em Voot. Ele será lançado em outros países e territórios assim que o Paramount+ estiver disponível.

## Recepção
De acordo com a Whip Media, que rastreia os dados de audiência dos 19 milhões de usuários mundiais de seu aplicativo TV Time, Strange New Worlds foi a segunda nova série mais esperada de maio de 2022, atrás de  Disney+'s Obi-Wan Kenobi. Variety também a nomeou uma das 40 séries mais esperadas de 2022.
O site agregador de resenhas Rotten Tomatoes relatou uma pontuação de aprovação de 98% com uma classificação média de 8,4/10 com base em 46 avaliações. O consenso crítico do site diz: "Strange New Worlds percorre território familiar para um efeito refrescante, sua estrutura episódica e elenco comovente recuperando o senso de descoberta sem limites que definiu as raízes da franquia." Metacritic, que usa uma média ponderada, atribuiu uma pontuação de 77 em 100 com base em comentários de 13 críticos, indicando "críticas geralmente favoráveis".

## Mídia relacionada
O primeiro romance vinculado à série foi anunciado em abril de 2022 como The High Country, do autor John Jackson Miller. Foi programado para ser publicado pela Gallery Books em 21 de fevereiro de 2023 e contará uma história original sobre Pike e a tripulação tendo que abandonar o navio durante uma missão. Miller, o autor de muitos romances relacionados com "Star Trek", escreveu anteriormente "The Enterprise War" que explorou Pike e a "Enterprise" antes da segunda temporada de "Discovery".